# Hildegardia perrieri
Hildegardia perrieri är en malvaväxtart som först beskrevs av Bénédict Pierre Georges Hochreutiner, och fick sitt nu gällande namn av Arenes. Hildegardia perrieri ingår i släktet Hildegardia och familjen malvaväxter. Inga underarter finns listade i Catalogue of Life.